# 도장마을 소장 새마을 운동 기록물
도장마을 소장 새마을 운동 기록물은 대한민국 전라남도 화순군 도암면에 있다. 2013년 12월 12일 화순군의 향토문화유산 제62호로 지정되었다.